# SN 2001cn
SN 2001cn – supernowa typu Ia odkryta 11 czerwca 2001 roku w galaktyce IC4758. Jej maksymalna jasność wynosiła 15,40m.